# 일직중학교
일직중학교(一直中學校)는 대한민국 경상북도 안동시 일직면 귀미리에 있는 사립 중학교이다.

## 학교 연혁
- 1953년 6월 2일 : 일직고등공민학교 개교
- 1964년 1월 13일 : 초대 이홍구 이사장 취임
- 1964년 2월 14일 : 일직중학교 인가(6학급)
- 1964년 3월 1일 : 초대 이중일 교장 취임
- 2022년 11월 24일 : 제12대 임승우 이사장 취임
- 2023년 9월 1일 : 제12대 정진화 교장 취임
- 2024년 1월 4일 : 제69회 졸업

## 참고 자료
- 일직중학교 - 한국교육학술정보원 학교알리미